# Segression
Segression ist eine australische Groove- und Nu-Metal-Band aus Wollongong, die 1990 unter dem Namen Eezee gegründet wurde, sich 2003 auflöste und seit 2010 wieder aktiv ist.

## Geschichte
Die Band wurde im Jahr 1990 unter dem Namen Eezee von dem Sänger Lloyd Burton, dem Schlagzeuger Jamie McGarva und dem Gitarristen Zod gegründet. 1993 erschien die selbstfinanzierte EP Matter of Attitude. Als weitere Mitglieder sind hierauf der Gitarrist Chris Sellin und der Bassist Christiaan Rand zu hören. Etwa zwölf Monate später verließ Burton die Besetzung. Daraufhin übernahm Rand zusätzlich den Gesangsposten. Etwas später stießen der Gitarrist James Broadbent und der Schlagzeuger John Buckley hinzu. Da sich dadurch der Stil stark verändert hatte, versuchte die Band alle Kopien der ersten EP zurückzuziehen. 1995 erschien über Warhead Records das Debütalbum Rise from Darkness, ehe es zusammen mit Deicide, Machine Head und Morbid Angel auf Tour ging.
Die Band wurde am Neujahrstag 1996 in Segression umbenannt. Broadbent verließ bereits kurze Zeit später die Gruppe und wurde durch Shane Partridge ersetzt. Da die Arbeiten zum Debütalbum bereits begonnen hatten, ist Broadbent noch in mehreren Liedern zu hören. Das Album wurde 1996 unter dem Namen L.I.A. bei Oracle Records veröffentlicht. Die Gruppe erhielt zum Album einen handgeschrieben Brief von Jello Biafra, in dem er die Band zum Album beglückwünschte. Um es zu bewerben, hielt die Band diverse regionale Konzerte ab, so spielte sie im August 1996 zusammen mit Fear Factory und 1997 mit Strapping Young Lad. Mitte 1997 schloss sich mit Fifth of the Fifth das zweite Album an. Danach folgten weitere Auftritte, unter anderem zusammen mit Mortal Sin. Gegen Ende des Jahres nahm die Band am Metal for the Brain teil. 1998 begleitete Segression Ozzy Osbourne auf dessen Tour durch Australien. Osbourne hatte selbst die Teilnahme von Segression an der Tour gefordert. Gegen Ende des Jahres war sie erneut mit Strapping Young Lad live aktiv. Nachdem der Schlagzeuger Buckley durch Adrian „Red“ Herbert ersetzt worden war, nahm die Band erneut am Metal for the Brain teil. 1999 war die Gruppe live kaum aktiv, weil sie an ihrem dritten Album arbeitete. Gegen Ende des Jahres wurde der Vertragsschluss bei Roadrunner Records’ Sublabel Dark Carnival Records verkündet. Nach einer US-Tour im Februar 2000 mit Slipknot erschien das dritte Album Smile. Da die Verkaufszahlen im Vergleich zu den beiden Vorgängeralben eher enttäuschend waren, trennte sich Roadrunner Records nach weniger als einem Jahr von der Gruppe. Nachdem zunächst ihre Teilnahmeabsicht am Metal-for-the-Brain-Festival im Jahr 2000 öffentlich geworden war, zog die Band ihre Zusage später wieder zurück und verkündete eine letzte Tour durch Australien, bevor sie in die USA zog. Anfang 2001 ließ sich die Band in Chicago nieder, wo sie gelegentliche Auftritte hatte und an neuen Liedern schrieb. Im Mai kehrte sie jedoch nach Australien zurück, um an der Tour von Pantera und Corrosion of Conformity mitzuwirken. Im Juli verließ Herbert die Besetzung. Mit dem Ersatz Keith Owen begannen die Arbeiten zum nächsten Album, das im Juni 2002 selbstbetitelt und -finanziert erschien. Danach war die Band im selben Monat auf dem Overcranked Festival in Brisbane zu sehen. Ihre Touraktivität setzte Segression für den Rest des Jahres fort. In der zweiten Hälfte des Jahres 2003 wurde bekanntgegeben, dass die Aktivität der Band bis auf weiteres eingestellt wurde. Die Mitglieder sowie der Bassist Michael Caruana widmeten sich daraufhin der Band Side Effect X.
2010 reformierten Rand, Herbert und Partridge die Band, woraufhin es gegen Ende des Jahres zusammen mit Fozzy auf Tour durch Australien ging. Am Anfang des folgenden Jahres wurde über Riot! Records das Album Never Dead publiziert. Nach zahlreichen Auftritten verließ Partridge die Besetzung, woraufhin Chris Sellin zurückkehrte. Mitte 2014 wurde der Schlagzeuger Herbert durch Adam Bunnell ersetzt, ehe kurz darauf das Album Painted in Blood bei Murder Machine Records veröffentlicht wurde. In ihrer Karriere trat die Band unter anderem auch zusammen mit Cradle of Filth und Soulfly auf.

## Stil
Laut Brian Giffin in seiner Encyclopedia of Australian Heavy Metal spielte die Band unter dem Namen anfangs noch eine Mischung aus Hard Rock und Sleaze Rock. Durch die ersten Besetzungswechsel veränderte sich der Stil zu durch Death Metal beeinflussten Thrash Metal. Von 1996 bis 2000 sei Segression eine der wichtigsten Metal-Bands an der Ostküste Australiens gewesen. Segression habe anfangs Groove Metal im Stil von Machine Head gespielt, ehe man sich ab dem Album Smile mehr dem Nu Metal zugewandt habe. Joel McIver ordnete die Gruppe in seinem Buch The Next Generation of Rock & Punk Nu Metal ebenfalls dem Nu Metal zu. Fifth of the Fifth habe die Gruppe an die Spitze der australischen Nu-Metal-Szene befördert. Colin McNamara von themetalforge.com schrieb in seiner Rezension zu Never Dead, dass hierauf eine Mischung aus Groove- und Nu-Metal bzw. Pantera und Rage Against the Machine zu hören ist. Der Gesang sei aggressiv, werde jedoch des Öfteren von Klargesang unterbrochen. Gelegentlich seien auch Gemeinsamkeiten zu Slipknot zu erkennen, wobei sich Segression nicht so aggressiv gebe. Auch werde mehrfach auf dem Album gerappt. In den Songs seien auch gelegentlich Einflüsse aus dem Funk hörbar. Insgesamt seien die Lieder abwechslungsreich gestaltet, sodass keine zu starken Ähnlichkeiten untereinander bestünden. Arielle J von killyourstereo.com gab an, dass Painted in Blood für Fans von Pantera und Machine Head geeignet ist. Ihm fiel vor allem das emotionale und intensive Gesangsspektrum auf. Auch kämen auf dem Album hin und wieder Breakdowns vor.

## Diskografie

### Als Eezee
- 1992: Deadication (Demo, Eigenveröffentlichung)
- 1993: Matter of Attitude (EP, Justice Music)
- 1995: Rise from Darkness (Album, Warhead Records)

### Als Segression
- 1996: L.I.A. (Album, Oracle Records)
- 1997: Fifth of the Fifth (Album, Oracle Records)
- 2000: Smile (Album, Dark Carnival Records)
- 2002: Segression (Album, Murder Machine Records)
- 2011: Never Dead (Album, Riot! Records)
- 2014: Painted in Blood (Album, Murder Machine Records)